# Trebitz
Trebitz este o comună din landul Saxonia-Anhalt, Germania.